# Die Sims 4: Jahreszeiten
Die Sims 4: Jahreszeiten (englischer Originaltitel: The Sims 4: Seasons) ist ein am 22. Juni 2018 erschienenes Erweiterungspack in Form eines DLC für Die Sims 4. Es erweitert das Spiel um Jahreszeiten und Ferien. Das Spiel nutzt Elemente aus Die Sims 2: Jahreszeiten und Die Sims 3: Jahreszeiten.

## Inhalte
Die Erweiterung enthält die neue Karriere Gartenarbeit, Jahreszeiten, Wetter, Ferien und einen Kalender als neue Spielmechaniken, die interaktiven Objekte Thermostat und Kinderplanschbecken sowie den neuen Tod durch das Thermostat. Über das Kalendermenü können Spieler Events planen und anstehende Feiertage einsehen.
An den vier vorgegebenen Feiertagen Liebestag, Erntedankfest, Winterfest und Silvester sowie vom Spieler im Kalender zusätzlich festgelegten Feiertagen gehen die Sims „Traditionen“ genannten Aktivitäten nach. Befolgt ein Sim die Traditionen eines Feiertages, erhält er zusätzliche Zufriedenheitspunkte, mit denen er aus dem Belohnungen-Store bestimmte persönliche Fähigkeiten kaufen kann. An Silvester wollen die Sims zum Beispiel Vorsätze fassen und am Fernseher bis Mitternacht herunterzählen. Die Feiertage gelten für die gesamte Spielwelt. Neben den Feiertagen treten auch zufällige Tagesereignisse auf. Beim Neighborhood Brawl (dt. „Nachbarschaftsschlägerei“) kämpfen Sims durch einen zufälligen Auslöser gegeneinander.

## Rezeption
Die Bewertungswebsite Metacritic gab an, dass Die Sims 4: Jahreszeiten „allgemein positive Rezensionen“ bekommen habe. Yamilia Avendano von Twinfinte lobte die neuen Features, die in das Spiel eingebaut wurden, kritisierte aber das Fehlen einer neuen Welt. Sie sagte: „Es ist eine Schande, dass es keine ganz neue Welt gibt und ich persönlich kann ihnen das nicht verzeihen.“ Avendano bewertete außerdem das Spiel und sagte, dass es „deine Zeit und Aufmerksamkeit wert“ sei, sofern der Spieler Die Sims 4 besitzt und Spaß daran hat.
Spencer Rutledge von Hardcore Gamer lobte die Erweiterung für „das Hinzufügen einer enormen Menge von Tiefe“ und er „kann nicht auf die Veränderungen warten, die Die Sims 4: Jahreszeiten dem Leben seiner Sims bringt.“